# Cologna-Gavazzo
Cologna-Gavazzo è un'ex frazione del comune di Tenno in provincia autonoma di Trento.

## Storia
Cologna-Gavazzo è stato un comune italiano istituito nel 1920 in seguito all'annessione della Venezia Tridentina al Regno d'Italia. Nel 1929 è stato aggregato al comune di Tenno.